# The Race Question
The Race Question eller Racespørgsmålet er den første af fire UNESCO-deklarationer om menneskeracer. Den udformedes den 18. juli 1950 efter 2. verdenskrig og under indtryk af den nazistiske racisme. Deklarationen var et forsøg på at klargøre den videnskabelige viden om racer og moralsk at fordømme racisme. Den blev kritiseret på flere punkter, og reviderede versioner offentliggjordes i 1951, 1967 og 1978.